# Protest (koszykówka)
Ten artykuł opisuje zagadnienie koszykarskie zgodne z normami FIBA.
Zasady w ligach NBA, NCAA lub innych mogą różnić się od tutaj przedstawionych.
Protest – w koszykówce sytuacja, w której kapitan drużyny uważa, iż drużyna została poszkodowana w wyniku niewłaściwej decyzji sędziego lub innego wydarzenia podczas meczu.

## Procedura protestu
1. Kapitan drużyny tuż po zakończeniu meczu składa podpis w protokole meczu w rubryce "Podpis kapitana w przypadku protestu".
2. Do 20 minut od zakończenia meczu przedstawiciel narodowej federacji lub klubu składa pisemne potwierdzenie protestu.
3. Osoba składająca potwierdzenie protestu płaci kaucję.
4. Do 1 godziny sędzia główny informuje przewodniczącego komitetu technicznego lub przedstawiciela FIBA o sytuacji, która była przyczyną protestu.
5. Do 1 godziny od zakończenia meczu przewodniczący komitetu technicznego lub przedstawiciel FIBA otrzymuje tekst protestu.
6. Kaucja zostaje zwrócona, jeśli protest zostanie uwzględniony.
7. Do 20 minut od dostarczenia decyzji Komitetu Technicznego można zgłosić odwołanie i wpłacić kaucję.

Do rozpatrzenia protestu można użyć filmów z meczu wyłącznie dla:
- wyjaśnienia, czy ostatni rzut podczas kwarty może zostać zaliczony (czy piłka opuściła ręce przed sygnałem końca meczu)
- wyjaśnienia, czy ostatni rzut podczas kwarty powinien być liczony jako rzut za dwa punkty czy rzut za trzy punkty
- ustalenia odpowiedzialności dyscyplinarnej.